# Demotische Sprache
Die demotische Sprache ist eine Entwicklungsstufe der ägyptischen Sprache, die etwa seit dem 7. Jahrhundert v. Chr. in Ägypten auftaucht. Sie unterscheidet sich deutlich in Grammatik und Wortschatz von der ägyptischen Sprache des Neuen Reichs. Die Sprache gilt als Dialekt Unterägyptens. Das Demotische wurde zumeist in der demotischen Schrift geschrieben, konnte aber auch in anderen Schriftformen niedergeschrieben werden.
Herodot prägte den Begriff demotisch (griechisch für volkstümlich), bei Porphyrios ist dagegen von der epistolographischen Schrift die Rede, was eine genaue Übersetzung der ägyptischen Bezeichnung ist. Etwa 1000 Jahre lang blieb das Demotische die im Alltag verwendete Sprach- und Schriftform, wobei sich die gesprochene Sprache weiterentwickelte. Hieroglyphen wurden während dieser Zeit nur für Denkmäler und andere bleibende Zeugnisse verwendet, die hieratische Schrift blieb den eingeweihten Priestern für religiöse Texte vorbehalten.

## Geschichte

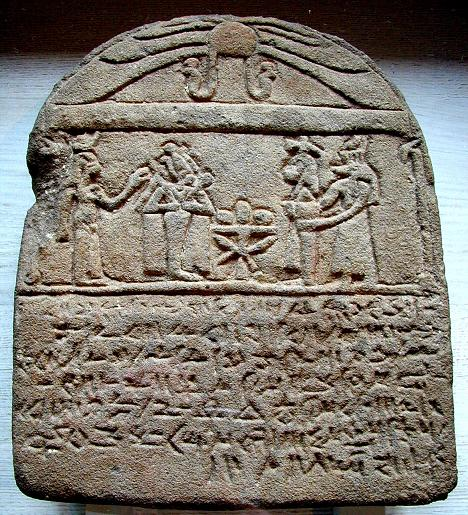
Stele in Demotisch

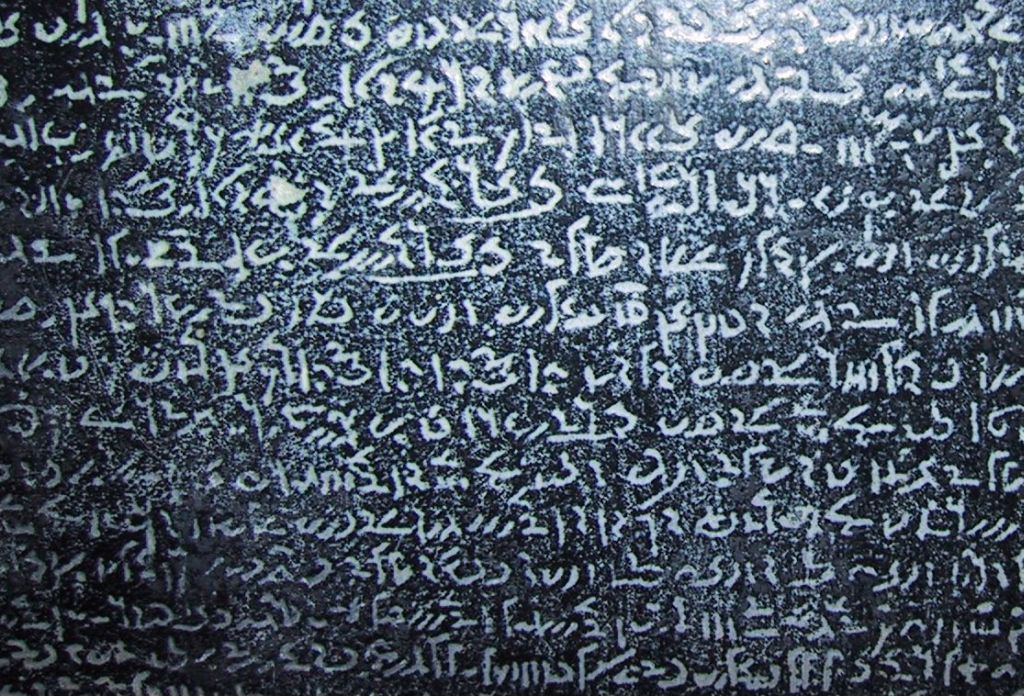
Demotischer Schriftzug des Rosettasteins

Linguistisch gesehen steht das Demotische zwischen dem Neuägyptischen und dem Koptischen. Es teilt mit beiden u. a. den ausgedehnten Gebrauch bestimmter und unbestimmter Artikel sowie von Hilfsverben. Gegenüber dem Koptischen ist aber die alte synthetische Konjugation (sog. sdm=f) ebenfalls noch in Gebrauch. Unterschiede zum Neuägyptischen bestehen z. B. in der schon ziemlich konsequenten präpositionalen Anbindung des direkten Objekts in den Dauerzeiten („Jernstedt'sche Regel“) sowie in der Herausbildung eines speziellen Satztyps der adjektivischen Prädikation (n3+Adjektiv+Subjekt).
Das Demotische stand unter einem starken Einfluss der politisch dominierenden griechischen Sprache. Vielen demotischen Verwaltungsurkunden folgt eine griechische Zusammenfassung; es gibt auch bilinguale Texte, in denen sich im primär demotischen Text (geschrieben von rechts nach links) griechische Fremdwörter in griechischer Schrift (von links nach rechts) finden.
Schon unter den Römern verschwand das Demotische aus der Verwaltung, in der sich nun Griechisch durchsetzte. Demotisch wurde fast nur noch im privaten und religiösen Bereich verwendet. Mit der Christianisierung Ägyptens im 3. und 4. Jahrhundert n. Chr. wurde die relativ komplizierte demotische Schrift durch eine neue, wesentlich einfachere alphabetische Schrift ersetzt. Sie wurde aus dem griechischen Alphabet abgeleitet und um einige wenige Zeichen demotischen Ursprungs erweitert, um typisch ägyptische Laute bezeichnen zu können. Auch eine der damaligen gesprochenen Sprache angepasste Schriftsprache wurde geschaffen, die man von da an Koptisch nannte. Die demotische Schrift starb aus und geriet völlig in Vergessenheit, bis man sie im 19. Jahrhundert wieder zu entziffern lernte. Der wesentliche Durchbruch bei der Entzifferung gelang dem Ägyptologen Heinrich Brugsch, der sich schon als Schüler leidenschaftlich mit in den Berliner Museen ausgestellten demotischen Papyri beschäftigte und die Ergebnisse 1855 in seiner Grammaire démotique veröffentlichte. Wesentliche Grundlage für Brugschs Entzifferung war das Wissen über die ägyptische Sprache, das aufgrund der 1822 durch Jean-François Champollion erfolgten Entzifferung der ägyptischen Hieroglyphen damals bereits zur Verfügung stand.
Zur weiteren Geschichte der Sprache siehe koptische Sprache.